# یاکوف ریلسکی
یاکوف ریلسکی (روسی: Яков Ануфриевич Рыльский؛ ۲۵ اکتبر ۱۹۲۸ – ۹ دسامبر ۱۹۹۹) شمشیرباز اهل اتحاد جماهیر شوروی سوسیالیستی بود.
وی در مسابقات کشوری و بین‌المللی در مجموع برندهٔ ۱ مدال طلا، ۱ مدال برنز شده‌است.